# Gijzeling op Jolo

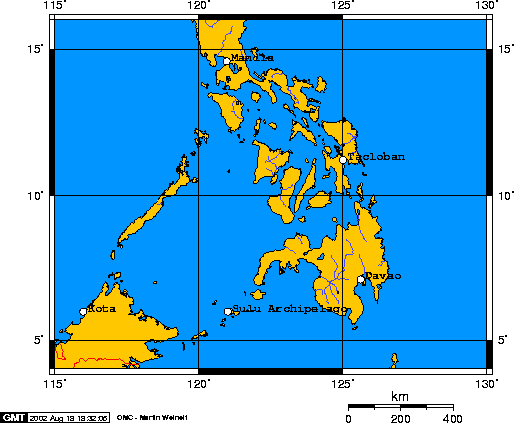
De ligging van de Suluarchipel in het zuidwesten van de Filipijnen.

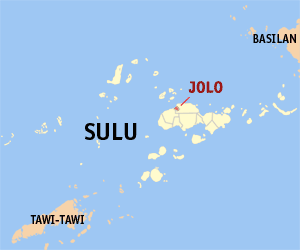
Detailkaart van de Suluarchipel met de hoofdstad Jolo.

Gijzeling op Jolo is een spionageroman van auteur Gérard de Villiers en het 141e deel uit de S.A.S.-reeks met als protagonist de Oostenrijkse prins en freelance CIA-agent Malko Linge.

## Het verhaal
De radicale islam is bezig aan een stevige opmars op het Filipijnse eiland Jolo en dit baart de CIA en het Witte Huis grote zorgen.
Zij sturen dan ook de jonge CIA-agent Jeffery Cox naar het eiland. Hij wordt verliefd op een plaatselijke schone, een dochter van een verstokte islamitische activist. Hij wordt echter gevangengenomen door de islamitische rebellengroep Abu Sayyaf en midden in het oerwoud gevangengezet in houten kooi.
De CIA stuurt Malko voor een reddingsmissie naar Jolo. Daar raakt hij verzeild in een wereld vol islamitische fanaten en psychopaten. Hij wordt hierin bijgestaan door de masseuse Perlita en ontdekt dat de vrouw van de gegijzelde niet alleen haar gezicht versluiert met een hoofddoek.

## Personages
- Malko Linge, een Oostenrijkse prins en CIA-agent;
- Frank Capistrano, de speciaal adviseur voor Nationale Veiligheid van de president van de Verenigde Staten;
- Jeffery Cox, een CIA-agent die wordt gegijzeld door de groep Abu Sayyaf;
- Ivy Cox, de vrouw van de gegijzelde Jeffery Cox.
- Perlita, een Filipijnse masseuse;

## Waargebeurde feiten
De groep Abu Sayyaf is verantwoordelijk voor vele bomaanslagen, moordaanslagen en ontvoeringen in de Filipijnen met als doel een onafhankelijke islamitische staat in het westen van Mindanao en op de Sulu-eilanden. De oprichter van deze kleine maar uiterst radicale groepering was de in 1998 omgekomen Abdurajik Abubakar Janjalani.